# Syria (Russie)
Syria (Сырья) est un petit village du nord de la Russie situé dans le raïon d'Onega de l'oblast d'Arkhangelsk. Il fait partie de la commune rurale de Tchekouïevo. Il y avait 25 habitants en 2012.

## Histoire

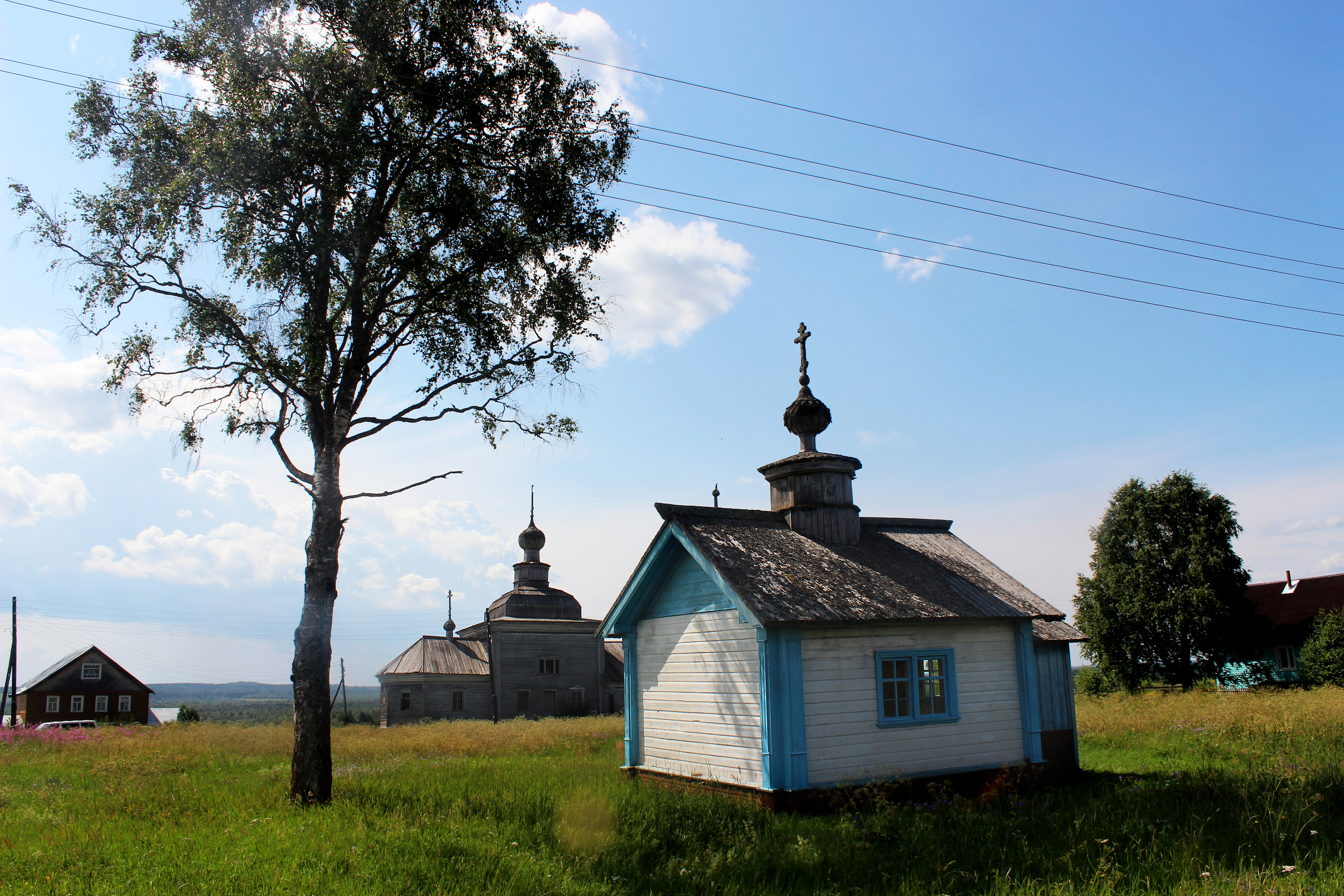
La chapelle Saint-Cyrille à côté de l'église.

En 1924, la volost de Moudiouga de l'ouïezd d'Onega est supprimée et le village de Syria se retrouve dans la volost de Tchekouïevo. En 1929, après la suppression de la volost de Tchekouïevo, Syria fait partie du soviet rural de Moudiouga dans le raïon de Tchekouïevo du kraï du Nord. En 1931, ce raïon est supprimé et Syria entre dans le raïon d'Onega. De janvier 1963 à janvier 1965, le soviet rural de Moudiouga faisait partie du raïon rural de Plessetsk.
Du xve siècle jusqu'en 1764 (date de sa suppression par le manifeste de Catherine II), il y avait un monastère dont l'église actuelle est un vestige. Des travaux de restauration ont débuté en 2013.

## Population
En 2012, le village comptait 25 habitants,.
| 2002 | 2010 | 2012 |
| ---- | ---- | ---- |
| 30   | 25   | 25   |